# Роганська селищна рада
Роганська се́лищна ра́да — орган місцевого самоврядування Роганської селищної громади в Харківському районі Харківської області. Розташовується у селищі міського типу Рогань.
Також це колишня (до серпня 2016 року) адміністративно-територіальна одиниця Харківського району Харківської області з центром в смт Рогань.

## Загальні відомості
Вперше була утворена як Роганська сільська рада у 1917 році. Перетворена на Роганську селищну раду в 1943 році.
- Територія ради: 61,8 км²
- Населення ради: 19 548 осіб (станом на 2001 рік)
- Територією ради протікає річка Роганка.

## Населені пункти
Селищній раді підпорядковані населені пункти:
- смт Рогань
- с-ще Докучаєвське

## Склад ради
Рада складається з 30 депутатів та голови.
- Голова ради: Шевченко Федір Степанович
- Секретар ради: Бабічева Наталія Василівна

### Керівний склад попередніх скликань
| Прізвище, ім'я, по батькові | Основні відомості                                                                                         | Дата обрання | Дата звільнення |
| --------------------------- | --- | ------------ | --------------- |
| Шевченко Федір Степанович   | Селищний голова, 1952 року народження, освіта вища, безпартійний, був головою Ради попереднього скликання | 26.03.2006   | 31.10.2010      |
| Шевченко Федір Степанович   | Селищний голова, 1952 року народження, освіта вища, член Партії регіонів                                  | 31.10.2010   |                 |

Примітка: таблиця складена за даними сайту Верховної Ради України

### Депутати
За результатами місцевих виборів 2010 року депутатами ради стали:

#### За суб'єктами висування
| Суб'єкт висування           | Кількість обраних депутатів | %   |
| --------------------------- | --------------------------- | --- |
| Партія регіонів             | 24                          | 80  |
| Аграрна партія України      | 2                           | 6,7 |
| Самовисування               | 2                           | 6,7 |
| Комуністична партія України | 1                           | 3,3 |
| Партія «Відродження»        | 1                           | 3,3 |

#### За округами
| № округу                    | Прізвище, ім'я, по батькові      | Дата визнання обраним | Освіта  | Партійна приналежність       | Відомості про обраного депутата                                        |
| --------------------------- | -------------------------------- | --------------------- | ------- | ---------------------------- | ---------------------------------------------------------------------- |
| Аграрна партія України      |                                  |                       |         |                              |                                                                        |
| 16                          | Томащик Вікторія Михайлівна      | 05.11.2010            | вища    | член Аграрної партії України | ХНАУім. В.В Докучаєва, начальник планового відділу                     |
| 27                          | Горох Олександр Володимирович    | 05.11.2010            | вища    | член Аграрної партії України | ХНАУім. В.В Докучаєва, асистент кафедри фінансів                       |
| Комуністична партія України |                                  |                       |         |                              |                                                                        |
| 26                          | Бойченко Анатолій Іванович       | 05.11.2010            | вища    | позапартійний                | ХНАУім. В.В Докучаєва, доцент                                          |
| Партія «ВІДРОДЖЕННЯ»        |                                  |                       |         |                              |                                                                        |
| 13                          | Абрамов Олександр В'ячеславович  | 05.11.2010            | вища    | член Партії «ВІДРОДЖЕННЯ»    | Служба приміських перевезень Південної залізниці, інженер              |
| Партія регіонів             |                                  |                       |         |                              |                                                                        |
| 1                           | Жданова Тетяна Вікторівна        | 05.11.2010            | вища    | член Партії регіонів         | Роганська поліклініка, головний лікар                                  |
| 2                           | Коршунов Валерій Вікторович      | 05.11.2010            | середня | член Партії регіонів         | ВАТ «Роганська картонна фабрика», начальник охорони                    |
| 3                           | Дмітрієва Тамара Василівна       | 05.11.2010            | вища    | член Партії регіонів         | ВАТ «Роганська картонна фабрика», бухгалтер                            |
| 4                           | Бєлих Олексій Володимирович      | 05.11.2010            | середня | член Партії регіонів         | ВАТ «Роганська картонна фабрика», старший друкар                       |
| 5                           | Тупікова Ніна Миколаївна         | 05.11.2010            | вища    | член Партії регіонів         | ВАТ «Роганська картонна фабрика», економіст                            |
| 7                           | Пащенко Лариса Олександрівна     | 05.11.2010            | середня | член Партії регіонів         | ВАТ «Роганська картонна фабрика», вахтер                               |
| 8                           | Бабічева Наталія Василівна       | 05.11.2010            | вища    | член Партії регіонів         | ДПА уХарківській обл., головний державний податковий інспектор-ревізор |
| 9                           | Сівцев В'ячеслав Анатолійович    | 22.04.2013            | вища    | член Партії регіонів         | ЖЕУ «Докучаєвське», начальник                                          |
| 10                          | Черепанов Юрій Миколайович       | 05.11.2010            | вища    | член Партії регіонів         | СТОВ «Колос 2000», інженер                                             |
| 12                          | Россохатський Микола Вікторович  | 05.11.2010            | вища    | член Партії регіонів         | приватний підприємець                                                  |
| 14                          | Сверба Олена Миколаївна          | 05.11.2010            | вища    | член Партії регіонів         | Докучаєвська амбулаторія, головний лікар                               |
| 15                          | Завадський Олександр Миколайович | 05.11.2010            | вища    | член Партії регіонів         | ХНАУім. В.В Докучаєва, викладач                                        |
| 17                          | Білоцерківець Тетяна Андріївна   | 05.11.2010            | вища    | член Партії регіонів         | Докучаєвська амбулаторія, сімейний лікар                               |
| 18                          | Полив'яний Анатолій Михайлович   | 05.11.2010            | вища    | член Партії регіонів         | ХНАУім. В.В Докучаєва, декан                                           |
| 19                          | Марченко Станіслав Олександрович | 05.11.2010            | вища    | член Партії регіонів         | ХНАУім. В.В Докучаєва, завідувач навчальної практики                   |
| 20                          | Лебединський Іван Васильович     | 05.11.2010            | вища    | член Партії регіонів         | ХНАУім. В.В Докучаєва, доцент                                          |
| 21                          | Псюрник Микола Михайлович        | 22.04.2013            | вища    | член Партії регіонів         | Роганський аграрний ліцей, директор                                    |
| 22                          | Губіна Олена Вікторівна          | 05.11.2010            | вища    | член Партії регіонів         | ХНАУім. В.В Докучаєва, бухгалтер                                       |
| 23                          | Рожков Артур Олександрович       | 05.11.2010            | вища    | член Партії регіонів         | ХНАУім. В. В. Докучаєва, директор центру підготовки іноземних громадян |
| 24                          | Філон Василь Іванович            | 05.11.2010            | вища    | член Партії регіонів         | ХНАУім. В.В Докучаєва, професор кафедри агрохімії                      |
| 25                          | Скоромний Сергій Васильович      | 05.11.2010            | вища    | член Партії регіонів         | ХНАУім. В.В Докучаєва, доцент                                          |
| 28                          | Філімонов Юрій Леонідович        | 05.11.2010            | вища    | член Партії регіонів         | ХНАУім. В.В Докучаєва, заступник декана з виховної роботи              |
| 29                          | Леус Віталій Володимирович       | 05.11.2010            | вища    | член Партії регіонів         | ХНАУім. В.В Докучаєва, декан                                           |
| 30                          | Власов Олександр Володимирович   | 05.11.2010            | вища    | член Партії регіонів         | ХНАУім. В.В Докучаєва, заступник декана                                |
| Самовисування               |                                  |                       |         |                              |                                                                        |
| 6                           | Полікарпова Тетяна Миколаївна    | 31.10.2010            | вища    | член Партії регіонів         | приватний підприємець                                                  |
| 11                          | Полікарпов Юрій Леонідович       | 05.11.2010            | вища    | член Партії регіонів         | Роганська селищна рада, наглядач кладовищ                              |